# Hwayugi
Hwayugi (en hangul, 화유기; romanización revisada, Hwayugi), es una serie de televisión surcoreana transmitida desde el 23 de diciembre de 2017 hasta el 4 de marzo de 2018 por TVN. La serie es una versión moderna de la novela china Viaje al Oeste, adaptada por las hermanas Hong, Jung-eun y Mi-ran, que en esta ocasión es protagonizada por Lee Seung-gi, Cha Seung-won y Oh Yeon-seo.

## Argumento
Son Oh-gong es un dios que fue expulsado del mundo espiritual por su conducta orgullosa y atrevida. Conoció a Jin Sun-mi, una niña con el poder de ver a los espíritus, y la engañó para que lo liberara de su prisión, con un trato que nunca cumplió. Años más tarde, Jin Sun-mi es la dueña de una agencia de bienes raíces especializada en lidiar con casas «embrujadas». Son Oh-gong vive una vida superficial, abusando de la hospitalidad de Woo Hwi-cheol, el rey demonio que intenta ganar su lugar en el mundo espiritual. Por cosas del destino, ambos se vuelven a encontrar, pero esta vez las cosas serán diferentes.

## Reparto

### Personajes principales
- Lee Seung-gi como Son Oh-gong.[3][4]
- Cha Seung-won como Woo Ma-wang / Woo Hwi-cheol.[5]
- Oh Yeon-seo como Jin Sun-mi / Sam Jang.[6][7]
  - Kal So-won como Sun-mi (niña).
- Lee Hong-gi como Jeo Pal-gye.[8]
- Yoon Bora como Alice / Ok Ryong.[9]
- Lee Se-young como Jung Se-ra.

### Personajes secundarios
- Jung Kwang como Sa Oh-jung / Yoon Dae-shik.
- Kim Sung-oh como Lee Han-joo.
- Lee El como Ma Ji-young.
- Sung Ji-roo como Soo Bo-ri.
- Sung Hyuk como el General Dong Jang-koon / Hada Ha.

### Otros personajes
- Song Jong-ho como Kang Dae-sung.
- Park Sang-hoon como Eun Sung.
- Michael Lee como Johnatan.
- Kim Ji-soo como Na Chal-nyeo (Princesa del abanico de hierro).
- Jung Jae-eun.
- Kang Sang-pil como un pandillero.
- Jung Jae-won (One) como Hong Hae-ah, un hombre misterioso.[10]
- Kim Hyung-seok como un juez de Super Star.
- Kim Yeon-woo como un juez de Super Star.
- Yeon Jung como Lee Da-in.
- Jang Geun-seok como Gong Jak.[11]
- Oh Yoo-mi.
- Lee Jae-eun.
- Jeon Hae-ryong.
- Choi Dae-sung.
- Im Ji-hyun.
- Joo Woo.
- Lee Seung-hee.
- Kim Sang-il.
- Son Yoo-rak.
- Choi Han-ho.
- Kim Song-yi.
- Park Do-joon.
- Kim Min-sun.
- Baek Seung-hee.
- Kim Jung-keun.
- Kim Ji-sung.
- Lee Eun-hyung.
- Kang Jae-joon.

### Apariciones especiales
- Jo Sung-ha como un hombre parado junto a la esposa de Ma-wang (Ep. 5)

## Producción
Hwajugi fue desarrollada por Studio Dragon las hermanas guionistas Hong, Jung Eun y Mi Ran basándose en la novela clásica china Viaje al Oeste, adaptando la trama y personajes de la novela a los tiempos actuales. Además, es dirigida por Park Hong Kyun, Kim Jung Hyun y Kim Seul Ah. Dentro de la adaptación, el personaje de Son Oh Gong está basado en Sun Wukong, Woo Hwi Chul está basado en el Rey del toro del demonio, Jin Sun Mi está basada en Tang Sanzang y el personaje de Yoon Dae Shik está basado en Bonzo Sha.
Iniciado el proceso de producción, originalmente la actriz Choo Ja Hyun había sido elegida para interpretar a Na Chal Nyeo (personaje basado en la Princesa del abanico de hierro), sin embargo, tuvo que rechazar el papel debido a su embarazo, por lo que fue reemplazada por la actriz Kim Ji Soo. Asimismo, la primera lectura del guion fue realizada en diciembre de 2017 y se confirmó la presencia de Hwayugi en el sitio estadounidense de streaming Netflix.
El 24 de diciembre de 2017 durante la emisión del segundo episodio, Hwayugi sufrió de varios problemas de edición debido a los errores, TVN y el equipo de producción ofreció una disculpa oficial. Por ello, decidieron volver a transmitir el mismo episodio un día después durante la tarde. El 28 de diciembre el equipo de producción de la serie lanzó un comunicado anunciando que el tercer episodio de la serie no sería emitido el 30 de diciembre como se tenía previsto y lo harían el 6 de enero de 2018, con el objetivo de llevar a cabo una inspección exhaustiva y así evitar futuros errores, como el ocurrido durante la emisión del segundo episodio. En enero de 2018 se anunció que la serie regresaría a sus transmisiones normales y que el tercer episodio sería estrenado el 6 de enero del mismo año.

Durante la producción de la serie el 26 de diciembre, un accidente involucró a un miembro de la producción que cayó tres metros mientras se encontraba poniendo una lámpara. Por ello, fue llevado inconsciente a un hospital tras resultar gravemente herido. Además, el 28 del mismo mes comenzó una serie de rumores que involucrarían al actor Cha Seung Won que pidió cancelar la serie tras las controversias con la edición, no obstante, los productores señalaron que las declaraciones serían falsas.

## Banda sonora
OST Parte 1
| N.º | Título               | Artista  | Duración |  |
| 1.  | «Let Me Out»         | NU’EST W | 03:18    |  |
| 2.  | «Let Me Out» (Inst.) | NU’EST W | 03:18    |  |

## Recepción

### Audiencia
En azul la audiencia más baja y en rojo la más alta, correspondientes a las empresas medidoras TNms y AGB Nielsen a nivel nacional. Durante la emisión de Hwayugi se enfrentaron varios problemas. Durante el episodio 2, emitido el 24 de diciembre se cortó la transmisión por problemas técnicos internos, lo que llevó a la reemisión un día después. Los episodios 3 y 4, que iban a ser transmitidos el 30 y 31 de diciembre, fueron suspendidos para otorgarles mayor tiempo a la producción para trabajar en los gráficos, como también para evaluar el proceso de producción de la serie.
Según datos revelados por Nielsen Korea, Hwayugi se ubicó como la serie más vista tanto en canales públicos como de cable. La serie alcanzó el récord de audiencia en el primer episodio de una serie de TVN con esa medidora de audiencias.
| Ep. # | Fecha de estreno        | Cuota de pantalla nacional | Cuota de pantalla nacional | Cuota de pantalla nacional |
| Ep. # | Fecha de estreno        | Nielsen                    | TNmS                       |                            |
| ----- | ----------------------- | -------------------------- | -------------------------- | -------------------------- |
| 1     | 23 de diciembre de 2017 | 5.2 %                      | 4.9 %                      |                            |
| 2     | 24 de diciembre de 2017 | 4.8 %                      | 5.4 %                      |                            |
| 2     | 25 de diciembre de 2017 | 5.6 %                      | 6.2 %                      |                            |
| 3     | 6 de enero de 2018      | 5.6 %                      | 7.1 %                      |                            |
| 4     | 7 de enero de 2018      | 6.0 %                      | 7.0 %                      |                            |
| 5     | 13 de enero de 2018     | 6.1 %                      | 6.2 %                      |                            |
| 6     | 14 de enero de 2018     | 6.9 %                      | 7.2 %                      |                            |
| 7     | 20 de enero de 2018     | 5.1 %                      | 6.1 %                      |                            |
| 8     | 21 de enero de 2018     | 5.8 %                      | 6.4 %                      |                            |
| 9     | 27 de enero de 2018     | 5.0 %                      | 5.8 %                      |                            |
| 10    | 28 de enero de 2018     | 6.2 %                      | 6.6 %                      |                            |
| 11    | 3 de febrero de 2018    | 5.7 %                      | 6.5 %                      |                            |
| 12    | 4 de febrero de 2018    | 5.6 %                      | 6.1 %                      |                            |
| 13    | 10 de febrero de 2018   | 4.3 %                      | 5.0 %                      |                            |
| 14    | 11 de febrero de 2018   | 5.5 %                      | 6.2 %                      |                            |
| 15    | 17 de febrero de 2018   | 3.5 %                      | 4.5 %                      |                            |
| 16    | 18 de febrero de 2018   | 4.2 %                      | 4.6 %                      |                            |
| 17    | 24 de febrero de 2018   | 3.8 %                      | 5.0 %                      |                            |
| 18    | 25 de febrero de 2018   | 5.4 %                      | 6.2 %                      |                            |
| 19    | 3 de marzo de 2018      | 5.9 %                      | 6.8 %                      |                            |
| 20    | 4 de marzo de 2018      | 6.8 %                      | 7.4 %                      |                            |

## Emisión internacional
- Filipinas: ABS-CBN (2018).
- Hong Kong: Fantastic TV Chinese Channel (2018).
- Malasia: 8TV (2018).
- Taiwán: Star Chinese Channel y Star Entertainment Channel (2018).
- Latinoamérica : Netflix (2019).